# Börse Helsinki

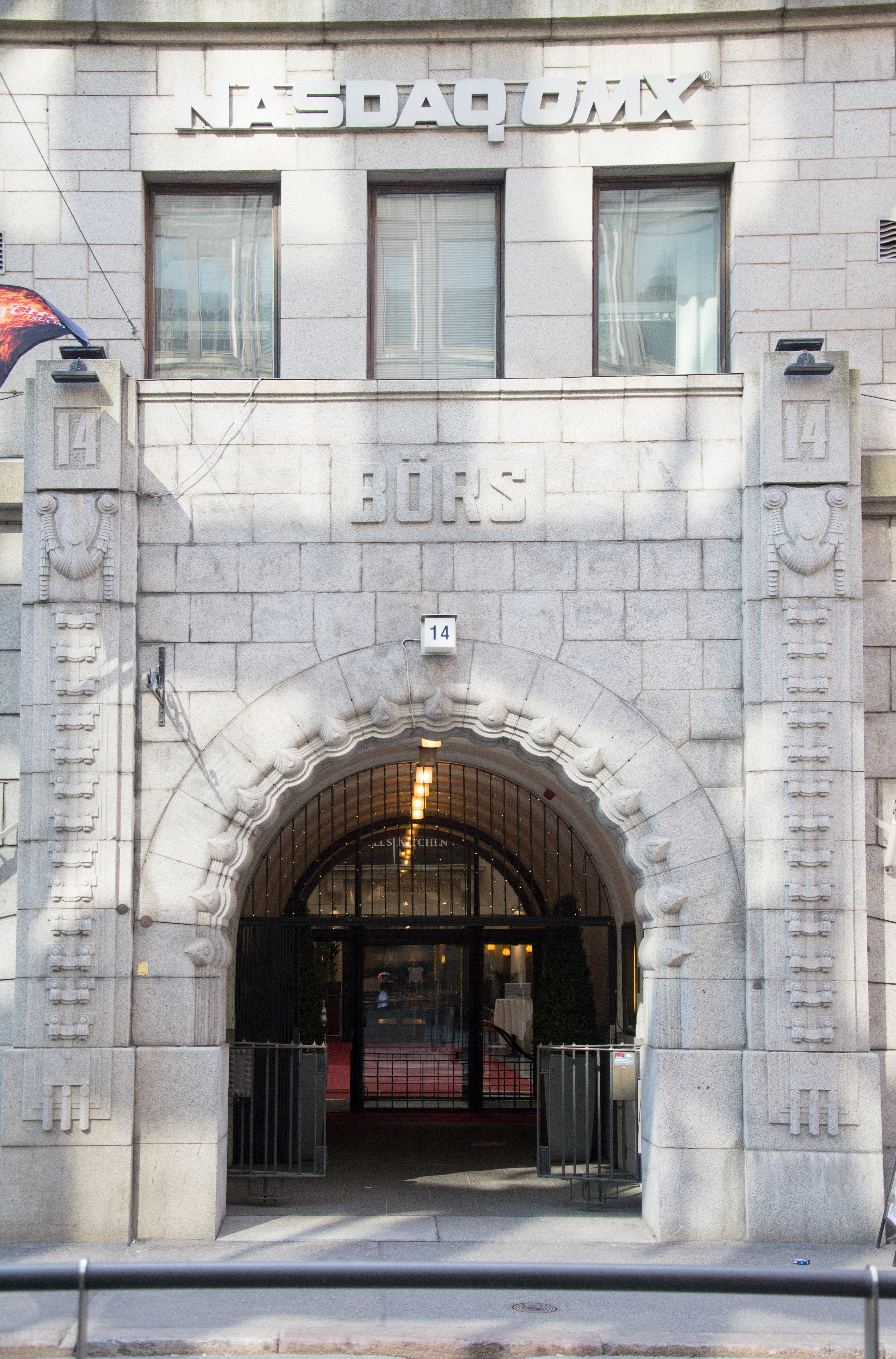
Börse Helsinki

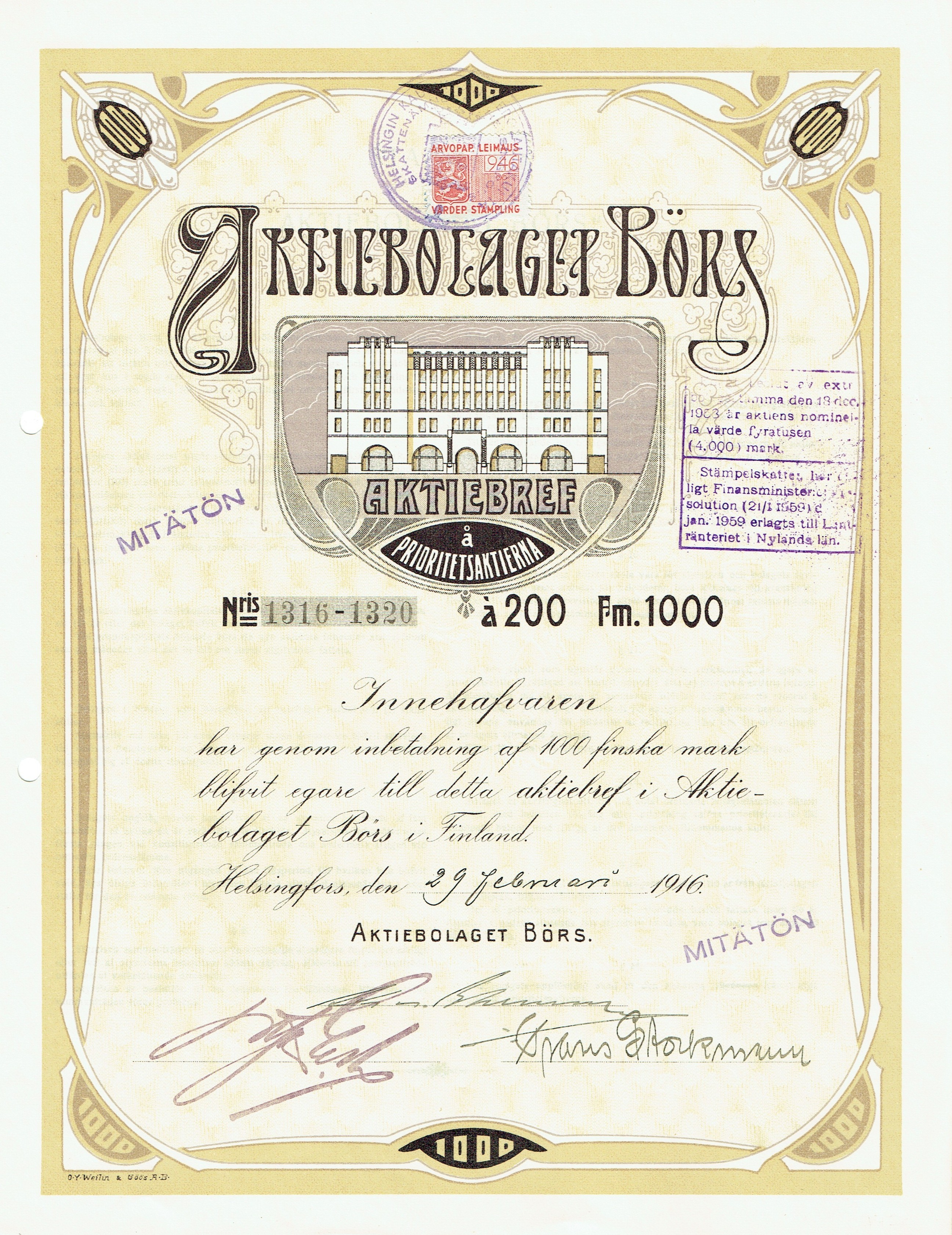
Vorzugsaktie der AB Börs vom 29. Februar 1916 mit der Abbildung des vom Architekten Lars Sonck entworfenen Börsengebäudes.

Die Börse Helsinki (finnisch Helsingin Pörssi, schwedisch Helsingforsbörsen; firmiert unter dem Namen NASDAQ OMX Helsinki Ltd) ist die Börse in der finnischen Hauptstadt Helsinki und seit 2003 zu 100 Prozent Tochterunternehmen der NASDAQ OMX Group, Inc., einer amerikanisch-skandinavischen Gemeinschafts-Wertpapierbörse.

## Hintergründe
Die Börse befindet sich in einem Gebäude in der Fabianinkatu, welches 1911 vom Architekten Lars Sonck erbaut wurde. 

## Indizes
Als OMX Helsinki 25 (OMXH25) wird der Aktienindex der Börse Helsinki bezeichnet. Er beinhaltet die 25 meistgehandelten Werte. Der OMXH25 wird manchmal auch noch unter seinem alten Namen HEX25 geführt.

## Geschichte
Die Börse in Helsinki führte ihre erste Transaktion am 7. Oktober 1912 aus. Seit ihrer Gründung war sie ein freier Finanzverband. Erst 1984 wurde sie in eine Genossenschaft überführt, deren neue Besitzer Banken, Händler, Unternehmen und Verbände wurden. Am 1. April 1990 wurde das digitale System HETI (Helsinki Stock Exchange Automated Trading and Information System) eingeführt, welches die mechanische Handelstafel ersetzte, die ursprünglich aus dem Jahr 1935 stammt. Im Herbst 1995 wurde die Genossenschaft in eine Gesellschaft mit beschränkter Haftung (Helsingin Arvopaperipörssi) umgewandelt und fusionierte 1997 mit diversen Wertpapiergesellschaften und -verbänden. In den Jahren 1997/1998 kaufte die Börse zwei Derivatbörsen und verschmolz diese mit sich selbst zur HEX. Im November 1998 kam es zu einer weiteren Fusion der HEX mit Arvopaperikeskus und firmierte als Helsinki Exchanges Group Plc. In den Jahren 2001/2002 erwarb die HEX die Mehrheit bei den zwei baltischen Börsen in Tallinn und Riga. 
Am 3. September 2003 vereinte sich die HEX Plc mit der OM AB aus Stockholm zur OM HEX. Ein Jahr später wurde sie in OMX umbenannt. Seit der Übernahme durch NASDAQ heißt die Börse nun NASDAQ OMX Helsinki.
Im Februar 2008 wurde OMX von NASDAQ übernommen.

## Mitgliedschaften
Sie ist Teil der:
- Sustainable Stock Exchanges Initiative